# جو دوبسون
جو دوبسون (بالإنجليزية: Joe Dobson) هو لاعب كرة قاعدة أمريكي، ولد في 20 يناير 1917 في ديورانت في الولايات المتحدة، وتوفي في 23 يونيو 1994 في جاكسونفيل في الولايات المتحدة.

## وصلات خارجية
- جو دوبسون على موقع دوري كرة القاعدة الرئيسي (الإنجليزية)
- جو دوبسون على موقعبيزبول رفرنس.كوم (الدوري الرئيسي) (الإنجليزية)
- جو دوبسون على موقعبيزبول رفرنس.كوم (الدوري الثانوي) (الإنجليزية)